# Paul Virilio
Paul Virilio [pól virílio] (4. ledna 1932 Paříž – 10. září 2018) byl francouzský kulturní teoretik a urbanista zabývající se mj. viděním a virtuálnem, filmem, sociologií či vojenstvím. Narodil se italskému otci a bretonské matce. Byl profesorem na École spéciale d'architecture.